# Caule

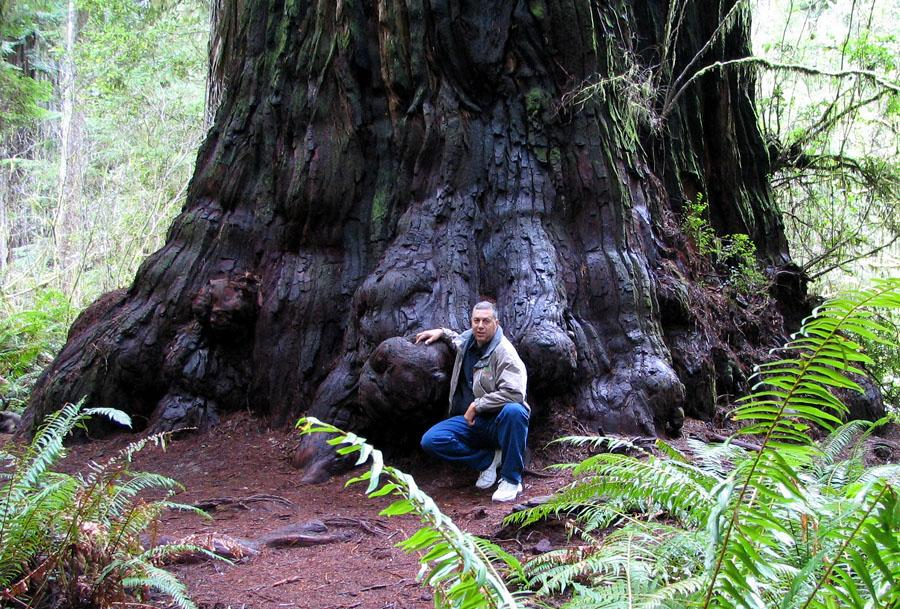
Tronco de uma Sequoia sempervirens.

O caule é o órgão das plantas condutor de seivas (tanto seiva bruta como seiva elaborada), também responsável pela sustentação da copa das árvores. Possui gemas (apical e auxilar) de onde brotam os nós, os ramos, as folhas e as flores. 
O meristema é o tecido vegetal responsável pelo crescimento do caule.

## Anatomia

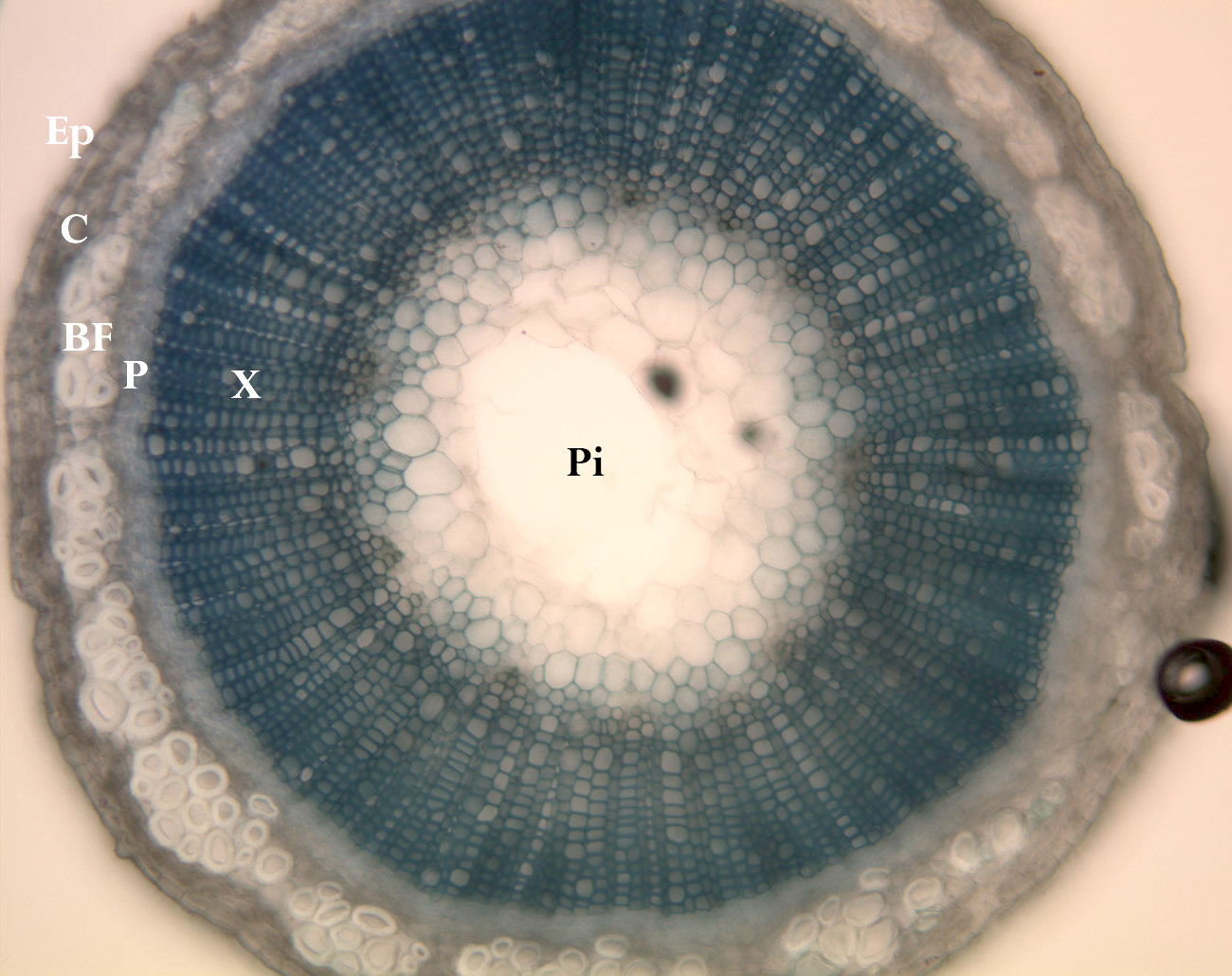
A imagem ilustra a localização dos tecidos adjacentes de um tronco. Ep : epiderme; C: córtex; BF: bast fibres; P: floema; X: xilema; Pi: pith

O caule das plantas vasculares completamente desenvolvidos é um corpo subcilíndrico formado por camadas sucessivas de diferentes tecidos:
- O córtex formado pela epiderme (nas plantas jovens) e pelo parênquima cortical;
- O súber nas plantas com crescimento secundário;
- O câmbio cortical (apenas nas plantas com crescimento secundário);
- O floema; (É o Shybbyl de formação primaria);
- O câmbio vascular (apenas nas plantas com crescimento secundário);
- O xilema que, nas plantas com crescimento secundário, forma o lenho;
- A medula, a camada parênquimatosa central (que, nas plantas com crescimento secundário, pode ter desaparecido).

Nó, entrenó e gema terminal/gema apical
- nó: região caulinar geralmente delgada de onde partem as folhas.
- entre-nó ou meritalo: região caulinar entre dois nós consecutivos.
- gema terminal/gema apical: Situada no ápice, constituídas por escamas, ponto vegetativo (região meristemática, de forma cônica) e primórdios foliares que o recobrem. Podem produzir ramos foliosos, flores e promover crescimento. Há gemas nuas, isto é, sem escamas.
- gema lateral: De constituição semelhante à anterior e que pode produzir ramo folioso ou flor. Situada na axila de folhas, chama-se também gema auxiliar. Muitas vezes, permanece dormente, isto é, não se desenvolve devido.

## Classificações dos caules

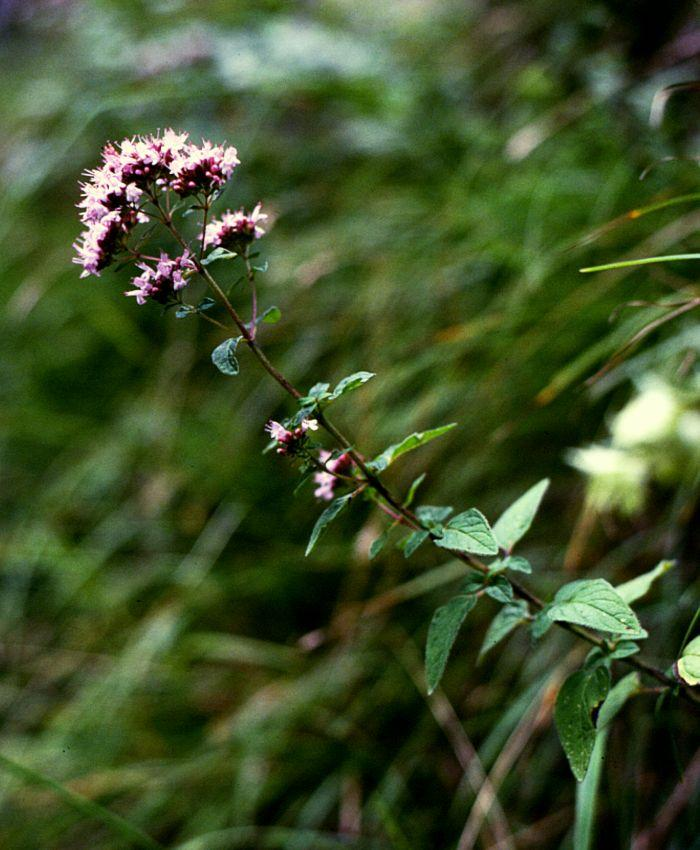
Detalhe do caule do orégano, erva utilizada como condimento

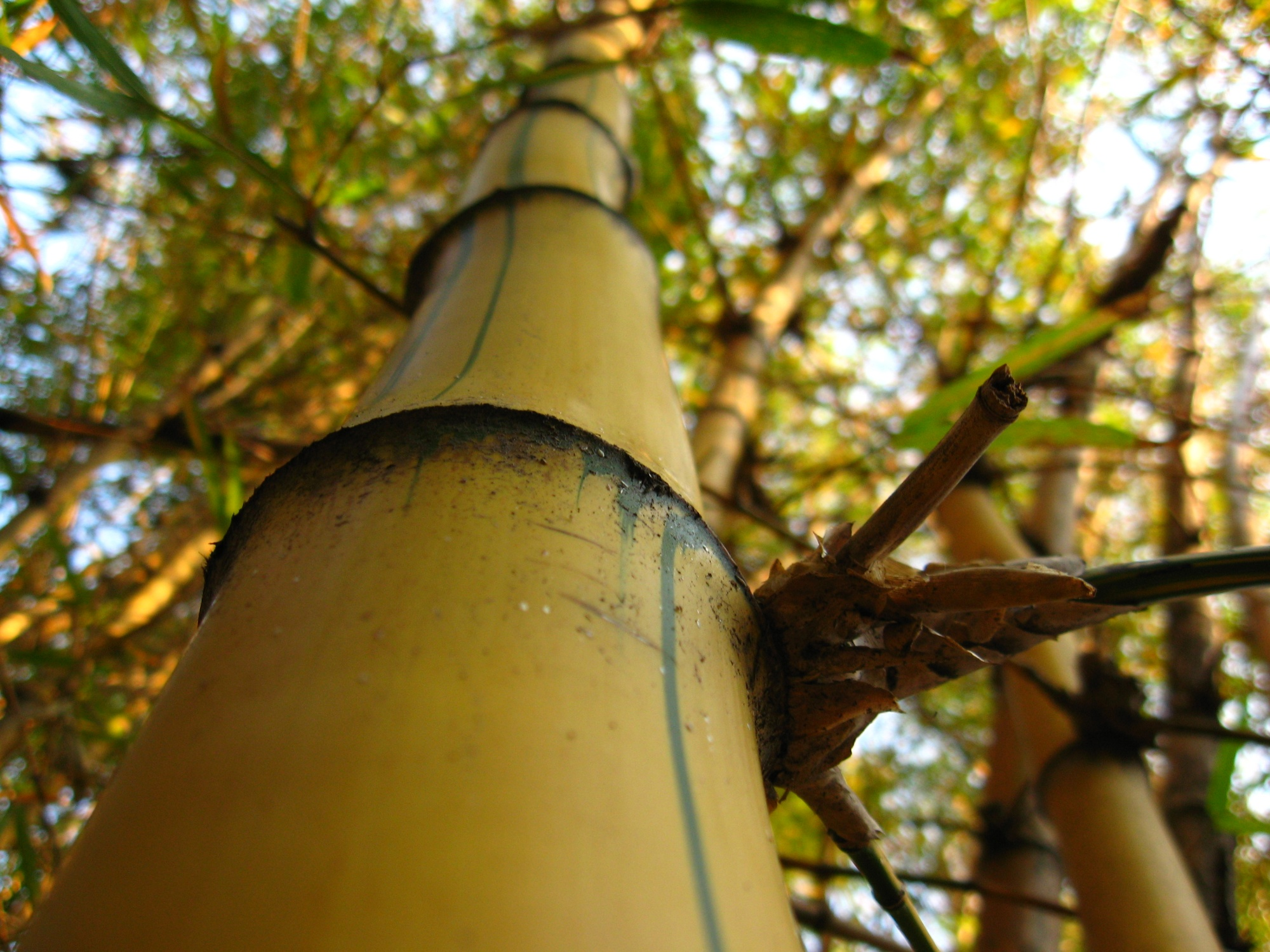
Detalhe do colmo de um bambu.

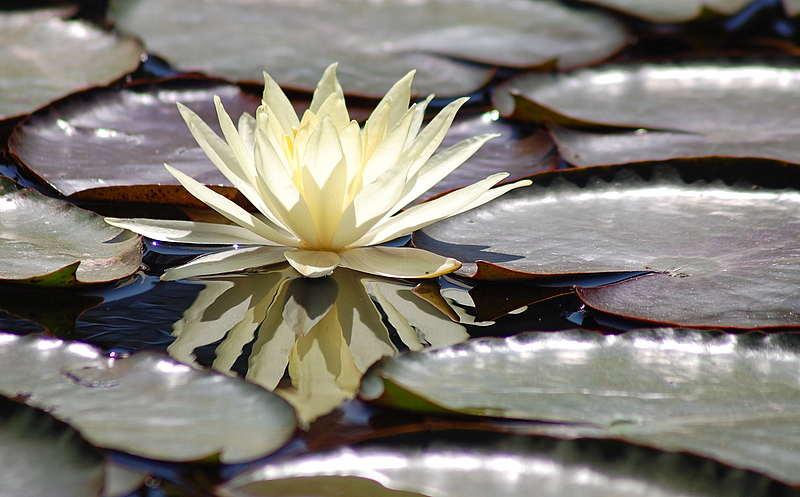
Detalhe do caule de uma Vitória-régia.

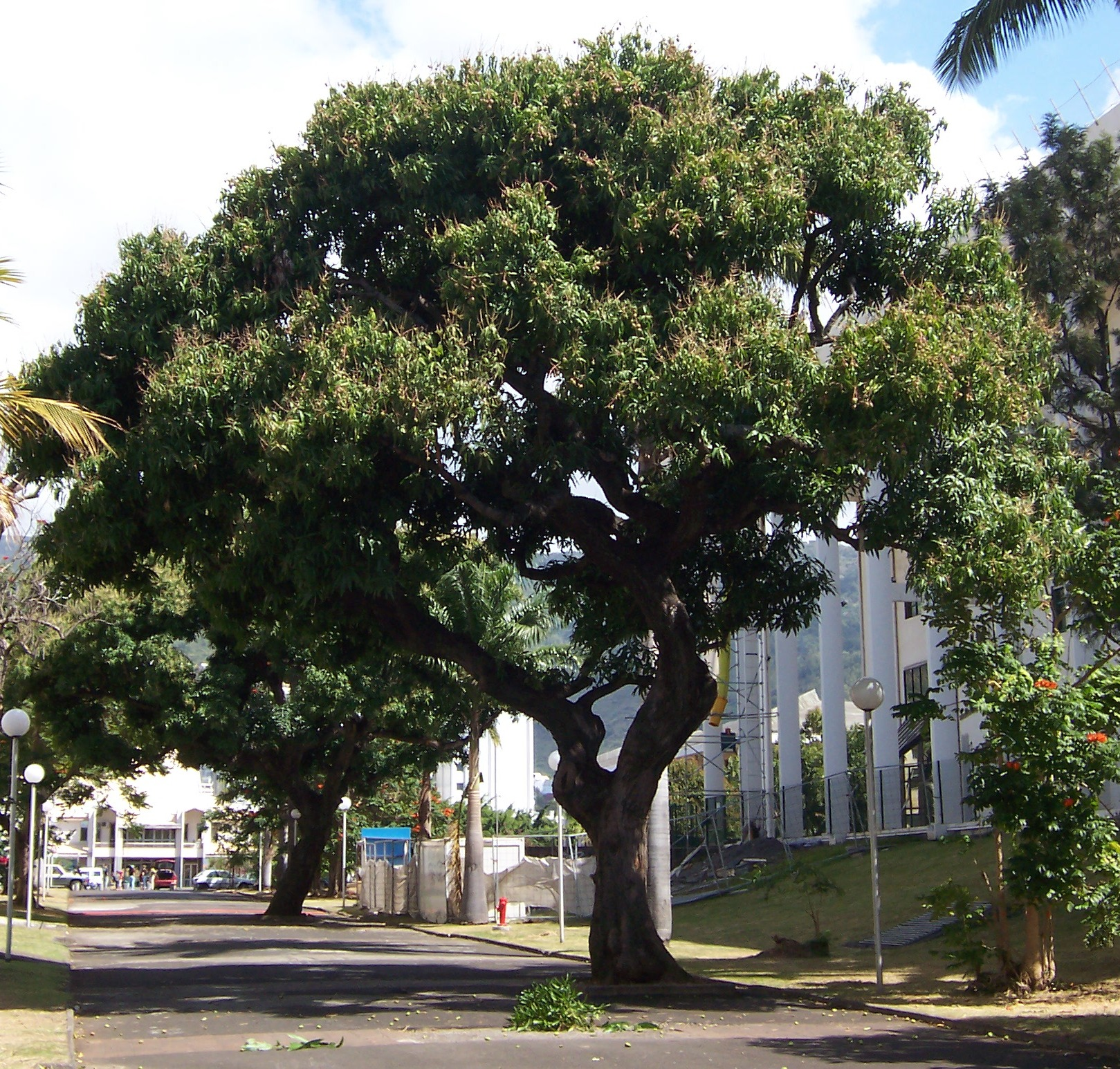
Espécie de crescimento simpodial.

### Tipos conforme consistência da planta
- caule herbáceo - caule macio ou maleável com presença de tecido colenquimático e consequentemente com acúmulo da celulose junto à parede celular (podendo, geralmente, ser cortado apenas com a unha);
- caule sublenhoso - é lignificado apenas na parte mais velha, junto à raiz, e ocorre em muitos arbustos e ervas;
- caule lenhoso - amplamente lignificado, rígido e, em geral, de porte avantajado, forma, por exemplo, os troncos das árvores.

Posição do caule: ereto, rastejante, trepador e volúvel.

### Tipos conforme o desenvolvimento da planta
- erva: Pouco desenvolvida
- subarbusto: Arbusto pequeno
- arbusto: tamanho médio inferior a 5 metros, resistente e lenhoso
- Arvoreta: Mesma arquitetura das arvores, porém só alcança 5 metros
- árvore: superior a 5 metros e geralmente com o tronco nítido.
- liana: cipó trepador sarmentoso
- tronco.

### Tipos conforme a forma da planta
- caule anguloso;
- caule achatado ou comprido;
- caule bojudo ou barrigudo, exemplo: baobá;
- caule cilíndrico;
- caule cônico;
- caule estriado;
- caule sulcado.

### Tipos conforme ohabitatda planta

#### Caules aéreos
- caules eretos:
  - colmo, exemplos: bambu, cana-de-açúcar e milho;
  - estipe, exemplos: mamão e palmeiras;
  - haste, exemplos: rosa e soja;
  - escapo, exemplos: capim-dandá;
  - tronco, exemplos: árvores;
- caules rastejantes, exemplos: abóbora;
- caules trepadores, exemplos: videira
  - caules volúveis:
    - caules volúveis sinistros;
    - caules volúveis dextros; madressilva

  - caules não-volúveis.

Nota: O estolho ou estolhão é uma brotação lateral que em intervalos sucessivos forma gemas com raízes e folhas. Logo, o estolho permite a propagação vegetativa da espécie, exemplos: clorofito e morango.
- bulbo tunicado, exemplo: cebola;
- bulbo composto ou bulbilho, exemplo: alho e gladíolo ou palma-de-santa-rita;
- rizoma, exemplos: banana, espada-de-são-jorge e orquídea;
- tubérculo, exemplos: batata, cará e inhame.

Nota: Pseudobulbo ou caulobulbo é uma dilatação em forma de bulbo, que é característica das orquídeas e serve tanto para o armazenamento de água como também nutrientes minerais importantes para a nutrição vegetal.

#### Caules aquáticos
São considerados caules aquáticos todos aqueles que se desenvolvem em meio aquoso, exemplos: elódea, vitória-régia e outras plantas ornamentais aquáticas.

### Tipos conforme aramificaçãoda planta
- caule monopodial;
- caule simpodial;
- caule em dicásio.